# Tamias siskiyou
Tamias siskiyou е вид бозайник от семейство Катерицови (Sciuridae).